# Pippa Molenaar
Pippa Molenaar (31 mei 2005) is een Nederlands volleybalspeelster. Molenaar kwam in Nederland uit voor VC Zwolle en VV Apollo 8. Sinds 2024 komt ze uit voor het Duitse USC Münster.

## Carrière
Molenaar begon haar carrière bij VC Zwolle. In het seizoen 2020/21 speelde ze voor het tweede team waarna ze het daaropvolgende seizoen werd overgeheveld naar het eerste team van de Zwollenaren. In mei 2022 werd bekend dat Molenaar vanaf het seizoen 2022/23 overstapt naar competitiegenoot VV Apollo 8. In diezelfde maand liep ze de bekerfinale mis na een verlies tegen haar toekomstige club Apollo 8.
In januari 2024 kwam Molenaar mer Jong Oranje uit op het WEVZA toernooi. Molenaar werd in april opgenomen op de longlist van de Nederlandse volleybalploeg voor de Nations League, waarmee Nederland zich kon plaatsen voor de Olympische Spelen. Twee maanden later verliet Molenaar Apollo 8 voor een overstap naar het Duitse USC Münster. Teamgenote Marije ten Brinke maakte dezelfde overstap.